# Max Jorgensen
Pour les articles homonymes, voir Jorgensen.
Pas d'image ? Cliquez ici

a Compétitions nationales et continentales officielles uniquement.

b Matchs officiels uniquement.
Dernière mise à jour le 18 août 2024.
Max Jorgensen, né le 2 septembre 2004 à Sheffield (Angleterre), est un joueur international australien de rugby à XV. Il joue aux postes d'arrière ou d'ailier aux Waratahs en Super Rugby.
Il est le fils de Peter Jorgensen (en), joueur australien de rugby à XV et à XIII.

## Biographie

### Jeunesse et formation
Max Jorgensen naît à Sheffield en Angleterre, il est le fils de Peter Jorgensen (en) qui a joué au rugby à XV ainsi qu'au rugby à XIII,.
De ce fait, il pratique lui aussi ces deux sports durant sa jeunesse. Il fait partie de l'Academy (centre de formation) des Waratahs dès la catégories des moins de 15 ans jusqu'en moins de 18 ans,. Puis, il fait ensuite partie de l'équipe development (espoir) de la franchise à partir de 2022.
Il est scolarisé au sein du Saint Joseph's College de Sydney, où il en sort diplômé,, et joue pour l'équipe de rugby de l'établissement en GPS Rugby (en),,. Ensuite, il effectue un Bachelor of Sport and Exercise Management au sein de l'université de Sydney.
En 2022, il fait également partie du programme des Junior Wallabies,.
En septembre 2022, peu de temps après sa majorité, il est approché par l'équipe de rugby à XIII des Sydney Roosters mais il préfère continuer le rugby à XV au sein de la franchise des Waratahs avec qui il signe un contrat de deux ans,,,.
Toujours en septembre 2022, il est appelé en équipe d'Australie A de rugby à XV (en) (équipe nationale réserve) pour disputer une tournée contre l'équipe réserve du Japon lors du mois d'octobre,,.

### Carrière professionnelle
Max Jorgensen profite de la blessure de Dylan Pietsch (en) pour faire ses débuts professionnels avec les Waratahs en février 2023, à l'âge de dix-huit ans seulement. Lors de la première journée de la saison 2023 de Super Rugby, face aux Brumbies, il est titularisé sur l'aile gauche et inscrit un doublé à cette occasion. Il devient alors le deuxième plus jeune joueur des Waratahs à disputer une rencontre après Kurtley Beale. Le reste de la saison, il joue principalement au poste d'arrière. Au mois d'avril, il est retenu avec l'équipe d'Australie dans un camp d'entrainement,,. En mai, il est élu homme du match face aux Fijian Drua. Le même mois, il connaît une blessure importante au genou, lors de la quatorzième journée contre les Crusaders où il sort après dix minutes de jeu, qui l'éloigne des terrains pour la fin de saison, pour une durée de trois mois environ et donc pour une éventuelle participation au Championnat du monde junior 2023 avec l'équipe d'Australie des moins de 20 ans,,.
De plus, cette blessure remet également en cause une possible participation au Rugby Championship ainsi qu'à la Coupe du monde 2023 avec les Wallabies. Durant la saison, il s'impose comme un titulaire de son équipe et dispute un total de onze rencontres, toutes en tant que titulaire, et inscrit quatre essais.
Finalement, en août 2023, il est présent dans la liste des trente-trois joueurs retenus par Eddie Jones pour disputer la Coupe du monde en France. Il est notamment le plus jeune joueur convoqué de la sélection australienne mais également pour la compétition. Néanmoins, il est contraint de déclarer forfait pour la suite de la compétition le 20 septembre à la suite d'une blessure du péroné sans avoir participé aux deux premières rencontres de l'Australie dans la compétition.
En février 2024, il fait son retour pour le début du Super Rugby. Il est titulaire à l'arrière lors des trois premières journées et inscrit un essai, cependant il subit une blessure et est forfait pour la quatrième journée. De retour pour la journée suivante, il signe ensuite une prolongation de contrat le liant désormais jusqu'en 2026 avec la fédération australienne et les Waratahs, alors que le club de National Rugby League des Sydney Roosters voulait le recruter. Par la suite, il se blesse début mai et manque la fin de saison de Super Rugby. Au total, il joue huit matchs comme titulaire et inscrit un essai.
Début août 2024, il est sélectionné pour le Rugby Championship avec les Wallabies. Lors de la deuxième journée contre l'Afrique du Sud, il est placé sur le banc des remplaçants et fait son entrée en jeu durant la rencontre, perdue 12 à 30 par son équipe.

## Statistiques

### En équipe nationale
Au 18 avril 2025, Max Jorgensen compte 7 cape en équipe d'Australie, dont 3 en tant que titulaire et 2 essai soit 10 points, depuis le 17 août 2024 contre l'équipe d'Afrique du Sud à Perth.

## Palmarès
Néant